# The West Coast Pop Art Experimental Band
The West Coast Pop Art Experimental Band est un groupe de rock psychédélique formé à Los Angeles à la fin des années 1960 retenu par l’histoire du rock comme « ayant vendu son âme » au producteur Bob Markley[réf. nécessaire]  qui dirigea complètement la formation, depuis le choix du nom jusqu’à la manière de jouer des musiciens.
C’est lors d’une soirée d’aout 1965, alors que les Yardbirds de Jeff Beck jouent dans son propre salon, que Markley propose le pacte le plus « faustien » de l’histoire du rock depuis que Robert Johnson est revenu du « crossroad » : « Je veux être dans votre groupe. Je vous paierai les instruments et tout le matériel et vous n’aurez qu’à me faire jouer du tambourin. Ou ce que vous voudrez. »
Cette rencontre aurait pu déboucher sur un projet cynique, à visée uniquement mercantile. Mais pas du tout : le West Coast Pop Art etc donnera naissance à une musique unique, avant-gardiste, psychédélique et pop, aujourd’hui adulée par la nouvelle génération de rockeurs : Jack White, Courtney Love, Ty Segall, The Coral, The Kills, TV Guests, Spankrock.  
Le WCPAEB enregistre un premier album très lo-fi simplement nommé Volume One.  Le micro label FIFO en 1966 le publie à seulement 100 exemplaires, ce qui fait de lui aujourd’hui un véritable Graal pour les collectionneurs. Ce disque, où on entendrait Jeff Beck sur certains morceaux, est essentiellement constitué de reprises bien senties (Kinks, Dylan) et de quelques compositions dans un style assez garage.
L’année suivante, le groupe signe un premier album chez une « major » grâce aux relations de Markley : Reprise records (une filiale de Warner créée par Frank Sinatra et Dean Martin).
En 1967, le deuxième album chez Reprise, Volume Two poursuit la démarche pop expérimentale du premier disque en durcissant le ton. L’album s’ouvre sur une parfaite synthèse des styles du groupe : Bob Markley scande dans un mégaphone les paroles morbides de In The Are na sur fond d’harmonies des frères Harris. Parmi les vraies réussites du disque, on peut également citer Smell Of Incense (devenu avec le temps un des morceaux les plus connus du groupe), dont le groupe Southwest F.O.B. a fait une reprise très réussie en1968, ou encore Delicate Fawn, Queen Nymphet (avec ses paroles qui témoignent de l’attirance maladive de Markley pour les adolescentes) et Tracy Had A Hard Day Sunday.
Volume 3 : A Child's Guide to Good and Evil est probablement l’album le plus connu ou le moins obscur du groupe. D’abord, il y a cette pochette, psyché certes, mais à mille lieues des visuels colorées des gentils hippies. Ce visage de femme orné d’un papillon a été créé par John Van Hamersveld, à qui l’on doit notamment les pochettes du « Magical Mystery Tour », des Beatles, d’« Exile On Main Street », des Stones ou encore l’affiche du film culte de Bruce Brown : « Endless Summer ». La production est merveilleuse et le disque regorge de joyaux  - As The World Rises And Falls,  A Child’s Guide To Good And Evil, Until The Poorest Have Money To Spend - de rocks ultra efficace - A Child Of Few Hours Is Burning To Death (récemment reprise par Dead Weather, un des side projects de Jack White) - et de bizarreries : As Kind As Summer et Anniversary Of World War III, qui pousse à l’extrême le concept du vide. La maison de disques Reprise vire le WCPAEB qui finit chez le modeste label Amos, lequel publie en 1969 Where’s My Daddy, quatrième opus de la bande à Markley. Un album moins percutant que ses prédécesseurs, malgré le retour officiel de Michael Lloyd. Seules quelques chansons sauveront la mise : Free As A Bird, Where’s my Daddy et My Dog Back Home. Ce sera le dernier disque sous le nom du West Coast Pop Art Experimental Band. Les Frères Harris partent alors fonder le groupe éphémère California Spectrum (à écouter sur la Compilation Companion). Et claquent la porte en piquant à Bob Markley toutes les lumières du light show. Le matériel sera par la suite revendu à Hendix et aux Animals. Le rideau semble tombé. 
En 1970, sort Markley - A Group. Même si le seul nom du leader apparait sur la pochette, on retrouve ici tous les membres originaux du groupe. L’album sort chez le label Forward Records, qui appartient à Mike Curb, grand pote de Michael Lloyd. C’est un disque apaisé dans lequel on entend beaucoup de guitares acoustiques. Dan Harris se taille la part du lion en tant que compositeur et chanteur principal, écrivant dix des douze titres de l’album. Et notamment l’excellent Roger The Rocket Ship, Fin définitive de l’épisode discographique du groupe. S’ensuivront de multiples projets des uns et des autres. Shaun Harris a enregistré un bel album en 1973 (avec une grande partie de la Wrecking Crew), Lloyd poursuivit une passionnante et lucrative carrière de producteur. Dan Harris s’est, lui, passionné pour la musique folk et le cinéma. Il s’est éteint en octobre 2012. Quant à John Ware, il est allé rejoindre Michael Nesmith des Monkees pour fonder le First National Band. 

## Membres
- Bob Markley
- Shaun Harris
- Michael Lloyd
- Danny Harris
- Ron Morgan

## Singles notables
Reprise Records
- Shifting Sands/1906 (1967)
- Help, I'm A Rock/Transparent Day (1967)
- Smell Of Incense/Unfree Child (1968)

Amos Records
- Free As A Bird/Where's My Daddy (1969)

## Albums
- Volume One  (1966, réédition 1997)
- The West Coast Pop Art Experimental Band Part One (1967)
- Vol. 2 (Breaking Through) (1967)
- Volume 3: A Child's Guide To Good And Evil (1968)
- Where's My Daddy? (1969)
- Markley, a Group (1970)

## Divers
- L'album A Child's Guide To Good And Evil est 31e au classement des 40 meilleurs albums psychédéliques du magazine Mojo.
- Leur chanson I Won't Hurt You apparaît dans le film L'Île aux chiens de Wes Anderson[1].